# Gender
Gender är en svensk musikgrupp bestående av medlemmarna Johan Friman och Jesper Henke. Deras musik kan beskrivas som nyromantisk elektronisk popmusik. Gender har hittills givit ut två egenproducerade EP-skivor och ett antal singlar på skivbolagen Electric Fantastic Sound och Fiberlineaudio.com.

## Diskografi
- 2004 – GENDER EP
- 2005 – Help Crush GENDER
- 2006 – The Stranger
- 2007 – If I Was A Girl
- 2008 – The Origin of GENDER